# حصاو (الحيمة الخارجية)

تعديل مصدري - تعديل

حصاو هي إحدى قرى عزلة جحالة بمديرية الحيمة الخارجية التابعة لمحافظة صنعاء، بلغ تعداد سكانها 155 نسمة حسب تعداد اليمن لعام 2004.